# ジョン・ベイカー・ホルロイド (初代シェフィールド伯爵)

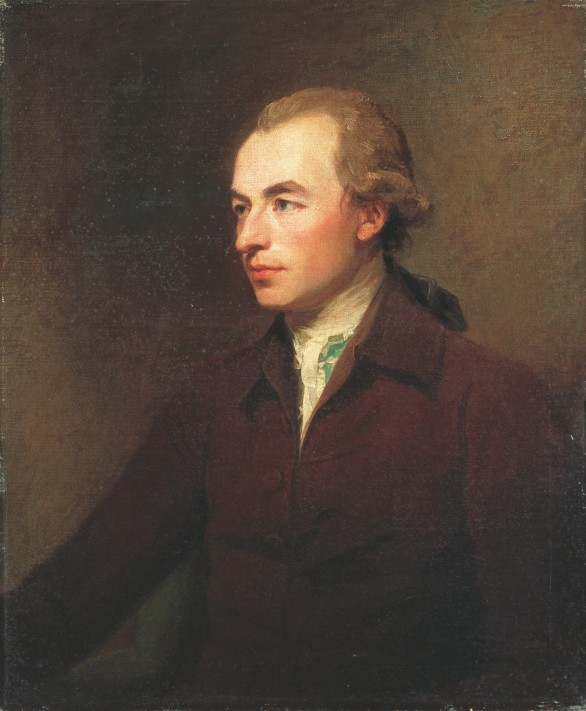
ジョージ・ロムニーによる肖像画。

初代シェフィールド伯爵ジョン・ベイカー・ホルロイド（英語: John Baker Holroyd, 1st Earl of Sheffield PC FRS、出生名ジョン・ホルロイド（John Holroyd）、1735年12月21日 – 1821年5月30日）は、イギリスの政治家、アイルランド貴族。庶民院議員を務める傍ら、主に貿易政策に関するパンフレットを出版した。爵位や官職を繰り返し申請した結果、80代になって伯爵に叙された。エドワード・ギボンとは30年以上の付き合いの友人であり、ギボンの死後にその作品集を出版した。

## 生涯

### 生い立ち
アイザック・ホルロイド（Isaac Holroyd、1708年 – 1778年）と妻ドロシー（Dorothy、1777年没、ダニエル・ベイカーの娘）の次男として、1735年12月21日に生まれた。ホルロイド家は元々ヨークシャーの家系であり、17世紀のときにアイルランドに移住した。
ダブリンで教育を受けた後、1760年4月21日に騎兵少尉として第21軽竜騎兵連隊に入隊、1761年12月24日に大尉に昇進したが、連隊は1763年に解散された。同年から1766年まで大陸ヨーロッパを旅し、1763年9月にはローザンヌで親しい友人となる歴史家エドワード・ギボンと出会った。ギボンははじめホルロイドを尊大であると考えたが、2人はすぐに親しくなり、以降生涯にわたる友人となって、死後も同じ教会に埋葬されている。
1762年に兄ダニエルが戦死したほか、母方のおじジョーンズ・ベイカーの死去によりその遺産を継承し、「ベイカー」を姓に加えた。1769年に31,000ポンドで第2代デ・ラ・ウォー伯爵ジョン・ウェストからサセックスのシェフィールド・プレイスを購入したことで地主ジェントリ層の1人になった。

### 1度目の議員期
1774年イギリス総選挙でサセックス選挙区からの出馬を検討したが、ギボンは「（訳注：地主になって）5年はノウス・ホモの批判をかわすには短すぎる」とホルロイドを説得して、立候補を取りやめさせた。この総選挙ではサセックスに選挙戦があり、ホルロイドは1774年11月に当選者第6代準男爵サー・トマス・スペンサー・ウィルソンへ当選祝いの手紙を送った。
1779年に第22軽竜騎兵連隊を招集し、連隊がコヴェントリーに駐留したためホルロイドはコヴェントリー政界を熟知するようになり、1780年2月にコヴェントリー選挙区の補欠選挙に出馬した。ギボンはこのときもホルロイドに助言し、「今回の空位ではあなたが手早く行動したから、対立候補の立候補を防げるでしょう。しかし総選挙ではあなたの敵である地方自治体（corporation）が眠っているはずもなく、敗北か、10,000ポンドを費やしてしまわないよう、いかなる保証か約束もすべきでないことを警告する」と述べた。ギボンの言葉の通り、ホルロイドは補欠選挙で無投票当選を果たしたが、同年の総選挙では激しい選挙戦を戦うはめになった。
当選から1か月後の3月17日に議会で動議をした。動議自体は可決されたが、当時の議会では新人議員による目立った行動は歓迎されず、ホルロイドはかえって批判された。同年6月2日にゴードン暴動が勃発すると、ホルロイドは庶民院で首謀者ジョージ・ゴードン卿に対し「これまであなたの行動を狂気だと考えていたが、今は狂気というよりは悪意だと感じている」と述べ、自らノーサンバランド民兵隊を率いてゴードン暴動の鎮圧に協力した。
1780年の総選挙では『英国議会史』によれば、国政をめぐり地方自治体の推す候補2名が野党を支持し、ホルロイドら反地方自治体の候補がノース内閣を支持したほか、コヴェントリーでゴードン暴動による反カトリック感情の高まりがあったが、いずれも決定的ではなく、結局のところ地方自治体と反地方自治体という対立軸が勝敗の理由だった。新聞ではお互いの非難の応酬になり、『英国議会史』によればその内容の真偽判定は不可能だった。そして、投票が始まると投票所周辺で暴動が起こり、8日目の投票が終わった後も97人しか投票できなかった。シェリフは10月26日に一旦投票を打ち切り、暴動で投票が継続できなかったと庶民院に報告したが、事情聴取ののち11月29日に投票が再開され、25日間続いた。2度目の投票は1度目のときより状況が改善しており、シェリフは12月29日に結果を公表した。この投票結果ではホルロイドが1,295票（得票数4位）で落選したが、1位の1,319票とわずか24票差であり、『コヴェントリー・マーキュリー』紙は1781年1月1日の報道で結果が誤りで、実際にはホルロイド1,295票（得票数2位）など反地方自治体の候補2名が当選すると指摘した。庶民院は審議ののち、2月27日にホルロイドら反地方自治体の候補2名の当選を決定し、シェリフをニューゲート監獄送りにしたうえでコヴェントリーにおける選挙管理を改善する法案を審議した。また審議の間にはホルロイドが1781年1月9日にアイルランド貴族であるミーズ県におけるダナモアのシェフィールド男爵に叙された。このように1780年の選挙戦はホルロイドの辛勝に終わり、ホルロイドが与党を支持したため政府は選挙資金としてホルロイドに2,000ポンド支払った。
庶民院ではノース内閣（1770年 – 1782年）、フォックス＝ノース連立内閣（1783年）を支持、シェルバーン伯爵内閣（1782年 – 1783年）、第1次小ピット内閣（1783年 – 1801年）に反対した。投票においてもシェルバーン伯爵内閣期のアメリカ独立戦争予備講和条約に反対票を投じた。1783年4月3日、王立協会フェローに選出された。フォックス＝ノース連立内閣期の1783年9月20日、アイルランド貴族であるロスコモン県におけるロスコモンのシェフィールド男爵に叙された。このシェフィールド男爵位には特別残余権（special remainder）が規定されており、初代男爵の男系男子が断絶した場合は初代男爵の娘2人およびその男系男子が継承できるとした。同年に首相小ピットがアメリカ合衆国に対する航海条例の緩和法案を提出すると、ホルロイドはObservations on the Commerce of the American Statesと題する著作を出版して（1783年初版、1784年第6版）緩和法案に反対、法案を廃案に追い込んだ。
1784年イギリス総選挙においてはホルロイドら反地方自治体の候補がフォックス派、地方自治体の候補が小ピット派であり、地方政治で対立する候補が国政でも対立した形になったが、『英国議会史』では国政での対立の選挙への影響を不明であるとし、決め手になったのは地方自治体の候補である初代準男爵サー・サンプソン・ギデオンに潤沢な選挙資金があり、反地方自治体の候補がそれをみて早々にあきらめた結果だとした。
落選した年にアイルランドでの領地を訪れ、1785年にObservations on the Manufactures, Trade, and Present State of Irelandと題する、小ピットの通商政策を批判する著作を出版した。シェフィールドはこの著作でアイルランドの繁栄がイギリスとの緊密な関係の維持にかかっていると主張した。1786年3月に娘マリア・ジョセファが演劇に出たが、このような状況にあるシェフィールドは娘の著作で「先週の木曜日にはじめて演劇に出た。（中略）パパは輸出入に忙しくてそんなこと考えられなかった」と茶化された。

### 2度目の議員期
1789年9月から1790年5月までレディング選挙区で選挙活動をしたが、後にブリストル選挙区に移り、1790年イギリス総選挙でブリストルから出馬した。ブリストルでは1784年の総選挙で激しい選挙戦の末、与野党が1議席ずつという結果になり、1790年の総選挙では選挙戦を避けて与野党が1人ずつ指名する合意が成立した。野党ホイッグ党はシェフィールド男爵、第4代準男爵サー・ギルバート・エリオット、ウィリアム・カニンガム（William Cuninghame）といった候補を検討した後、シェフィールドを指名して当選させた。
この年、シェフィールドは選挙の前に奴隷貿易の廃止に反対する著作Observations on the Project for Abolishing the Slave Tradeを出版しており、ギボンから小言を言われていたが、選挙の情勢には影響しなかった。さらに1791年2月には穀物法による保護貿易政策を提唱するObservations on the Corn Bill now depending in Parliamentを出版、議会でも穀物法案の審議で意見を述べた。また4月19日に奴隷貿易廃止に反対する演説をして、6月に家族とともにローザンヌでギボンを訪れた。
1792年のフランス革命戦争勃発とともに与党に鞍替えし、1793年5月に農業委員会が設立されるとその委員に就任した。しかし官職など政府の後援を得られず、不満が募る状態だった。1796年1月よりアイルランド貴族における伯爵位を求めるようになったが、アイルランドに住んでいないため『英国議会史』は成功する確率が低いと評した。ホイッグ党の指導者で与党入りした内務大臣ポートランド公爵への申請も不明確な返答しかなかった。
1794年にギボンが死去した。シェフィールドはギボンの自伝などの著作を編集し、1796年にGibbon's Miscellaneous Worksとして出版した。
1796年イギリス総選挙では出馬の検討中にポートランド公爵と交渉し、出馬の代償としてグレートブリテン貴族への叙爵の約束を引き出そうとしたが失敗した。ホイッグ党はベンジャミン・ホブハウスを出馬させ、与党はチャールズ・ブラッグに加えてシェフィールド男爵を出馬させた。ブリストルのトーリー党指導者たちは商務庁長官の初代ホークスベリー男爵チャールズ・ジェンキンソンにシェフィールド以外の候補の推薦を求めたが、ホークスベリー男爵はシェフィールドが当選できそうであれば支持すべきと判断し、投票においてもホブハウスの勢いが弱く1日目に撤退して、シェフィールドが714票でトップ当選している。当選とともに再びポートランド公爵に伯爵位を申請したが、今度は明確に却下されている。
シェフィールドはアイルランド庶民院議長ジョン・フォスターと友人関係にあったが、アイルランド王国とグレートブリテン王国の合同をめぐり、シェフィールドは賛成、フォスターは反対と異なる立場だった。議会での議論では性急な実施が反乱を起こすと述べた以外は合同に賛成した。同時期にも伯爵位の申請を続けたが、アイルランド総督のカムデン伯爵とその後任であるコーンウォリス侯爵はともに不在地主であることを理由に反対、ポートランド公爵も総督頭越しには決められないと返答し、またアイルランド貴族代表議員への選出も連合王国貴族への叙爵も約束できないとした。
アディントン内閣が成立した後、シェフィールドは内定者がいることを知りつつ、商務庁副長官の官職を申請した。申請を受けて、ポートランド公爵の後任の内務大臣であるチチェスター伯爵は首相ヘンリー・アディントンを説得して、次の議会解散のときにシェフィールドを連合王国貴族に叙するとの許諾をさせた。シェフィールドはその後、穀物法案をめぐり商務庁長官のリヴァプール伯爵と意見が合わないことから、たとえ内定者がいなくても就任できなかったはずだとチチェスターに説明し、代わりにフォスターを商務庁委員に推薦した。
1802年イギリス総選挙では叙爵の内定により出馬せず、議員を退任した。1802年7月29日、連合王国貴族であるヨーク州におけるシェフィールドのシェフィールド男爵に叙された。

### 晩年
庶民院を離れた後も通商に関するパンフレットを多数出版し、アイルランド貴族の伯爵位への昇叙を目指した。1803年から1806年まで農業委員会の委員長を務めた後、1809年12月20日、枢密顧問官と商務庁委員に任命され、いずれも死去まで務めた。1816年1月22日、80歳にしてアイルランド貴族であるペヴェンジー子爵とシェフィールド伯爵に叙された。
晩年にもA Letter on the Corn Laws（1815年、穀物法に関するパンフレット）、Remarks on the Bill of the Last Parliament for the Amendment of the Poor Laws, with observations, &c.（1819年、救貧法に関するパンフレット）を出版したが、パンフレット出版は実際には政界での栄達には逆効果であり、初代オークランド男爵ウィリアム・イーデンが1806年2月に首相グレンヴィル男爵宛ての手紙でホルロイドの商務庁委員任命に反対したとき、「（商務庁の）業務量を抑え、効率的に完遂するには静かな熟慮と調査による迅速な決定が不可欠であり、航海法に関する果てしない議論やパンフレットでの長い推論（と議論の二番煎じ）に晒されてはならない」と述べている。
1820年11月に貴族院で最後の発言をした後、1821年5月30日にポートランド・プレイスの自宅で死去、フレッチングで埋葬された。息子ジョージが爵位を継承した。

## 家族
1767年、アビゲイル・ウェイ（Abigail Way、1746年ごろ – 1793年4月3日、ルイス・ウェイの娘）と結婚、1男2女をもうけた。
- ジョン・ウィリアム（1768年 – 1772年[13]）
- マリア・ジョセファ（英語版）（1771年1月3日 – 1863年11月1日） - 1796年10月11日、初代アルダリーのスタンリー男爵ジョン・スタンリー（英語版）と結婚、子供あり[14]
- ルイーザ・ドロシア（1776年 – 1854年3月14日） - 1797年3月14日、サー・ウィリアム・ヘンリー・クリントン（英語版）（1846年2月16日没）と結婚[13]

1794年12月26日、ルーシー・ペラム（Lucy Pelham、1763年2月22日 – 1797年1月18日、初代チチェスター伯爵トマス・ペラムの娘）と再婚したが、2人の間に子供はいなかった。
1798年1月20日、アン・ノース（Anne North、1764年1月8日 – 1832年1月18日、第2代ギルフォード伯爵フレデリック・ノースの次女）と再婚、1男1女をもうけた。
- ジョージ・オーガスタス・フレデリック・チャールズ（英語版）（1802年3月16日 – 1876年4月5日） - 第2代シェフィールド伯爵[4]
- アン・フレデリカ・キャサリン（1804年12月25日 – 1829年8月31日） - 1827年6月14日、アーサー・チャールズ・レッグ閣下（英語版）（第3代ダートマス伯爵ジョージ・レッグ（英語版）の息子）と結婚

## 著作
- 政治関連
  - Observations on the Commerce of the American States（1783年初版、1784年第6版）[1]
  - Observations on the Manufactures, Trade, and Present State of Ireland（1785年）[1]
  - Observations on the Project for Abolishing the Slave Trade（1790年匿名出版、1791年記名出版）[1]
  - Observations on the Corn Bill now depending in Parliament（1791年2月）[1][2]
  - Speech on the Union with Ireland, 22 April 1799（1799年）[1]
  - Remarks on the Deficiency of Grain occasioned by the Bad Harvest of 1799（1800年）[1]
  - Observations on the Objections made to the Export of Wool from Great Britain to Ireland（1800年）[1]
  - Strictures on the Necessity of inviolably maintaining the Navigation and Colonial System of Great Britain（1804年）[1]
  - The Orders in Council and the American Embargo beneficial to the Commercial and Political Interests of Great Britain（1809年）[1]
  - On the Trade in Wool and Woollens（1813年）[1]
  - Report at the Meeting at Lewes Wool Fair（1813年、1816年）[1]
  - Observations on the Impolicy, Abuses, and False Interpretation of the Poor Laws（1813年）[1]
  - On the Trade in Wool and Woollens, including an Exposition of the Commercial Situation of the British Empire（1813年）[1]
  - A Letter on the Corn Laws（1815年）[1]
  - Remarks on the Bill of the Last Parliament for the Amendment of the Poor Laws, with observations, &c.（1819年）[1]
- エドワード・ギボン著作集
  - Gibbon's Miscellaneous Works（1796年初版、1814年、1837年再版）[1]
  - Memoirs of the Life and Writings of Edward Gibbon（1826年、ホルロイドの死後に出版）[1]